# Ali Mały

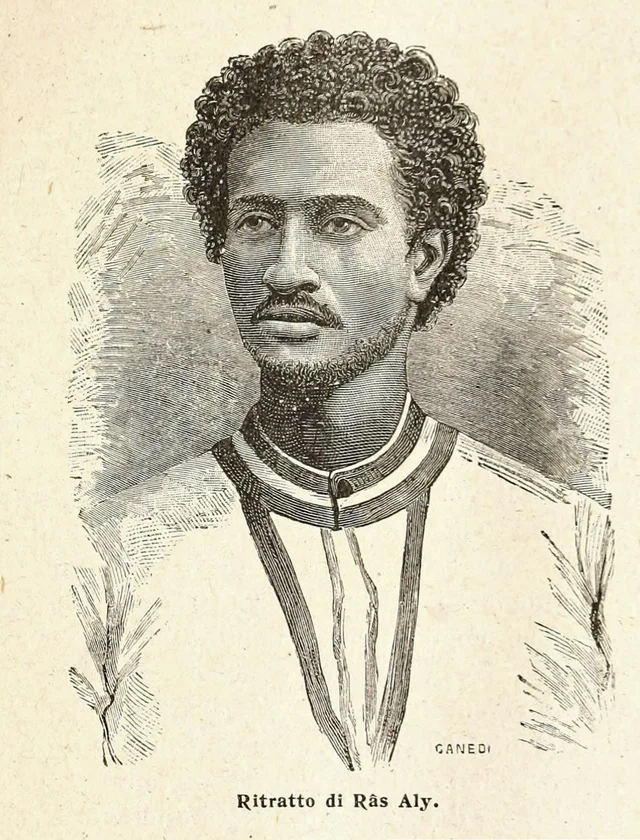
Ali Maly

Ali Mały lub Ali II z Jedżu (ur. ok. 1819 – zm. ok. 1866) – ras Begiemdyru i regent Cesarstwa Etiopii. Był synem Aluli z Jedżu i Menem Liben Amede (późniejszej cesarzowej dzięki małżeństwu z Janem III), oraz bratankiem rasa Gugsy z Jedżu. Pochodził z dynastii Sjera Guangul, rządzącej tradycyjna stolicą cesarską - Gonderem w okresie rozbicia dzielnicowego Etiopii. Ali był ostatnim przedstawicielem tej dynastii. Upadek rządów Alego de facto zakończył rozbicie kraju, który został ostatecznie zjednoczony przez Teodora II w 1855 roku.

## Początki panowania
Po śmierci swojego kuzyna, rasa Doriego w 1831, Ali stał się władcą Begiemdyru i regentem cesarskim w wieku zaledwie dwunastu lat. Został wybrany na spotkaniu możnowłaców z plemienia Jedżu Oromo w stolicy dynastii Sjera Guangul, Debre Tabor w lipcu 1831 roku. Jego matka, Menen, szybko podporządkowała sobie radę regencyjną przy Alim, złożoną z trzech dostojników i posiadała duży wpływ na polityczne decyzje syna przez następne dziesięć lat. Panowanie Alego Małego przepełnione było ciągłymi wojnami, oraz tłumieniem buntów. W 1832 Ali uczynił cesarzem Sahle Dyngyla, co nie spodobało się duchowieństwu z Azazo. Duchowni wywarli nacisk na rasa, aby ten zmienił cesarza. W tym samym roku na tronie zasiadł Gebre Krystos, jednak zmarł po trzech miesiącach. Następnie w październiku 1832 przywrócony został Sahle Dyngyl.

## Małżeństwo
Ali Mały poślubił Hirut, córkę dedżazmacza Uube Hajle Marjama, możnowładcy prowincji Semien i Tigraj. Ali umieścił ją w kościele Mahdere Marjam dla bezpieczeństwa przed bitwą pod Debre Tabor w lutym 1842. Jego przeciwnicy naruszyli schronienie kościoła i porwali Hirut. Jedyna córka Alego i Hirut - Teuabecz Ali, poślubiła w 1848 dedżazmacza Kassę Hajlu, który został później cesarzem jako Teodor II.

## Koniec panowania
W październiku 1846 Kassa Hajlu pokonał w dwóch bitwach pod Dembiją oddziały cesarzowej Menen. Ali Mały przebywał wówczas w Godżamie, próbując pokonać tamtejszego wodza Birru Goszu i nie mógł pomóc matce. Kassa ponownie pokonał wojska cesarzowej Menen w następnym roku 18 czerwca pod Iloha. Wówczas Kassie udało się pojmać Menen i jej męża, byłego cesarza Jana III. Po pewnym czasie zostali wypuszczeni. W 1849 Kassa Hajlu pogodził się z Alim i pozostał mu wierny przez następne trzy lata. Później relację między nimi uległy pogorszeniu. 29 czerwca 1853 Ali został pokonany przez swojego zięcia w bitwie pod Ayshal i stracił swoje terytoria, oraz regencję. Najpierw schronił się w miejscowym kościele, a następnie uciekł do swoich krewnych w prowincji Uello. Jego dalsze losy pozostają nieznane, choć Chris Proutky, oraz J. Spencer Trimingham podają, że zmarł około 1866 roku.